# Owca domowa
Owca domowa (Ovis aries) – gatunek hodowlanego zwierzęcia domowego z rodziny wołowatych. Jej przodkiem były najprawdopodobniej różne podgatunki owcy dzikiej (Ovis ammon).

## Udomowienie
Jak pokazują badania przeprowadzone przez genetyków, owce były jednymi z pierwszych zwierząt udomowionych przez człowieka. Ich domestykacja nastąpiła dwuetapowo. Najpierw udało się to osiągnąć człowiekowi około 11 tys. lat temu – potomkami tych zwierząt są dzisiejsze półdzikie, mocno włochate rasy wciąż hodowane na szkockich wyspach. Drugi raz dokonano tego między VIII a VI tysiącleciem p.n.e. w południowo-zachodniej Azji, na terenie dzisiejszego Iraku i Iranu, prawdopodobnie jeszcze przed rozpoczęciem osiadłego życia w epoce brązu.

## Genetyka
Genom owcy został rozpoznany w 2014 r. przez międzynarodowy zespół badaczy, po ośmiu latach badań. Pozwoliło to ustalić, że linie ewolucyjne owiec i kóz rozdzieliły się zaledwie 4 miliony lat temu. W efekcie archeolodzy analizujący kości zwierzęce wydobywane na wielu stanowiskach mają trudności z rozróżnianiem szczątków owcy i kozy i w opisach określają je jako „koza-owca”.

## Liczba owiec na świecie
W 2013 światowe pogłowie owiec wynosiło około 1,17 mld sztuk, dla porównania w 2003 było to blisko 1,06 mld sztuk. W 2013 najwięcej owiec utrzymywano w Azji – 44,9% światowego pogłowia (w samych Chinach 15,8% światowego pogłowia), na drugim miejscu była Afryka – 27,7%. W Europie utrzymywano wówczas 11,11% światowego pogłowia, najwięcej w Wielkiej Brytanii, Rosji, Hiszpanii, Grecji, Rumunii i Francji. Oprócz owiec żyjących jako zwierzęta gospodarcze istnieją też populacje introdukowane lub zdziczałe, obecne były albo są na niektórych wyspach wszystkich oceanów oraz w niektórych terenach kontynentalnych.

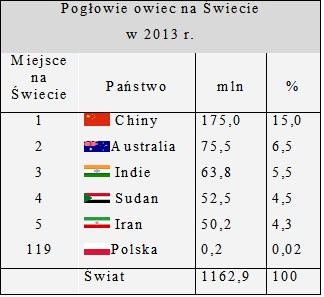
Tab. 1

## Liczba owiec w Polsce
Populacja owiec w czerwcu 2014 r. wyniosła 222,8 tys. sztuk i w porównaniu ze stanem w czerwcu ubiegłego roku zmniejszyła się o 10,7%, w tym liczebność maciorek owczych spadła o 1,5%. W Polsce od 1990 r. odnotowano drastyczne zmniejszenie się liczby utrzymywanych owiec. Obecne pogłowie owiec stanowi zaledwie około 5% pogłowia z lat 80. Z tego powodu od kilku lat zgodnie z trendami światowymi i równolegle do działań na poziomie Unii Europejskiej wprowadzane są dodatkowe krajowe programy pomocowe mające na celu podtrzymanie i przywrócenie stanu pogłowia tych zwierząt. W rejonach, gdzie od wieków istniała tradycja hodowli owiec, pomoc finansowa udzielana jest także na poziomie regionalnym.

## Hodowla i wykorzystanie

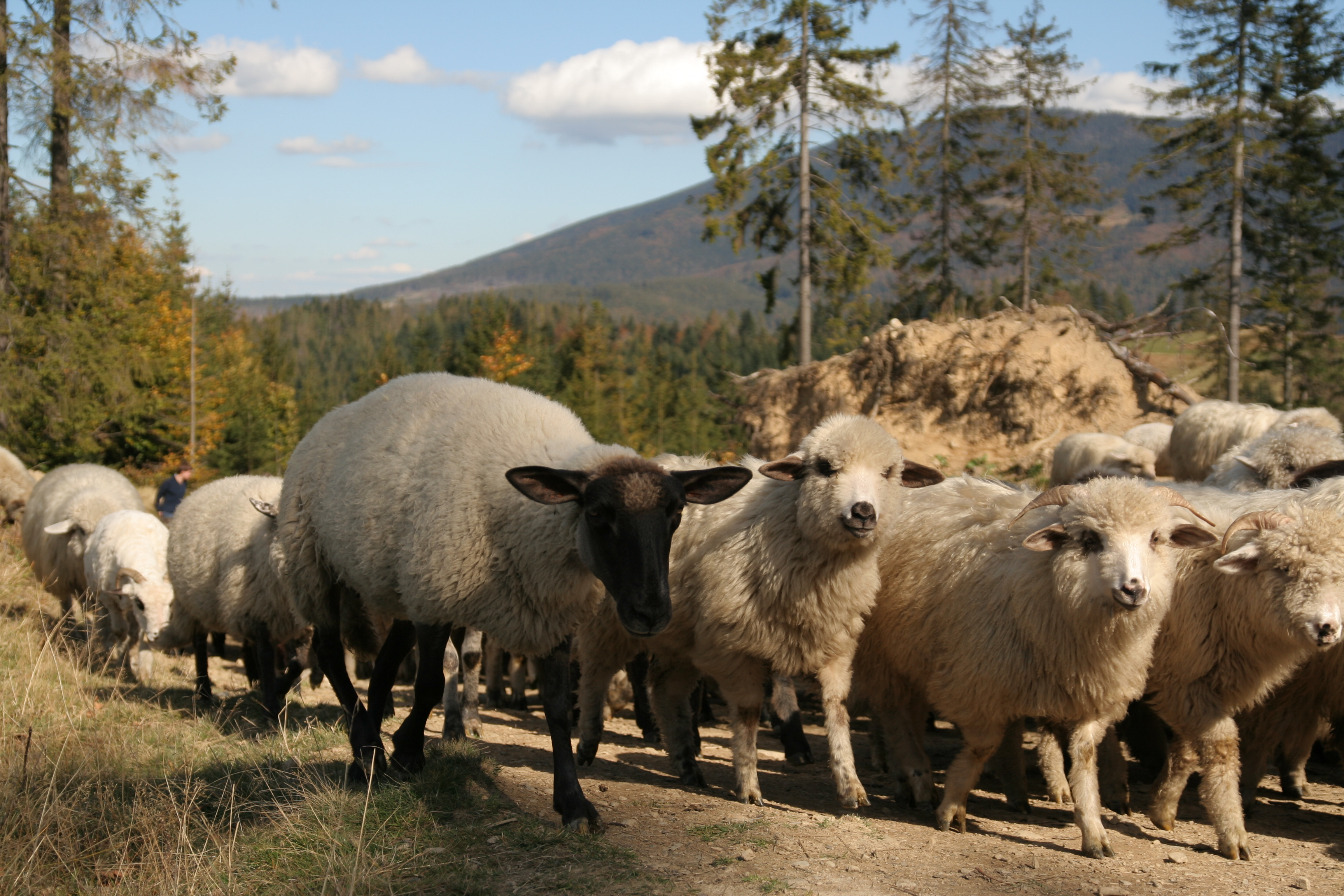
Wypas owiec na Hali Boraczej w Beskidzie Żywieckim

Początkowo z owiec uzyskiwano jedynie skóry, mięso i mleko, obecnie również wełnę. Początkowo zwierzę hodowane na terenach górskich i stepowych rozpowszechniło się obecnie w różnorodnych biotopach na całym świecie. Owce są bardziej rozpowszechnione w chłodniejszym klimacie niż kozy.
- masa maciorek (samic): 45–100 kg[9] (do 120 kg owce gisarskie)
- masa baranów (samców, zwanych też trykami): 46–160[9] kg (do 190 kg owce gisarskie)
- wysokość dorosłej owcy w kłębie 63–127 cm[9]
- dojrzałość płciowa w wieku kilku miesięcy do jednego roku (zależy od rasy)
- długość trwania ciąży: około 148 dni, rodzi się 1 lub 2 młode[9]
- wykorzystywane gospodarczo zazwyczaj do 6. roku życia
- średnia długość życia: około 12 lat[9]

Wymagania:
- Woda jest ważnym składnikiem pokarmowym w każdej diecie, dlatego istotne jest dostarczanie dużych ilości świeżej i czystej wody dla owiec. Śnieg może zastąpić wodę w miesiącach zimowych, ale owce będące 6 tygodni przed wykotem muszą mieć codzienny dostęp do świeżej wody.
- Owce wymagają niewielkiego schronienia, ponieważ mają wełnę, która je izoluje. Mają tendencję do korzystania z naturalnych wiatrochronów takich jak drzewa, krzewy i wzgórza. Jeśli owce znajdują się w otwartym polu bez naturalnych wiatrochronów, wskazane jest skonstruowanie takiej ochrony. Proste parawany, takie jak duże okrągłe bale z siana czy słomy lub podajniki siana działają dobrze. Inną opcją jest instalacja na stałe parawanów, takich jak arkusze sklejki lub blachy zakotwiczone w gruncie.

## Nazewnictwo zootechniczne poszczególnych grup owiec
- maciorka – dorosła samica owcy użytkowana rozpłodowo[11];
- baran (tryk) – dorosły samiec użytkowany rozpłodowo[11];
- jagnię – młoda owca[11];
- skop – wykastrowany samiec owcy, przeznaczony na opas[11].

## Niektóre rasy
- beriszony (berrichon du cher)
- booroola (merynos booroola)
- cakle
- charolaise
- chias
- cygaj
- czarnogłówka
- dorper
- dorset horn
- fagas (owca pomorska)
- hawajska czarna owca
- Île-de-France
- karakuły
- karnówka
- kenty (romney marsh)
- koriedele (corriedale)
- lajny (leine)
- linkolny (lincoln)
- merynoprekos
- merynosy
- polska owca górska
- rambouillety
- southdown
- suffolk
- owca świniarka[12]
- teksle (texel)
- owca bretońska
- owca wieloroga
- owca teksańska
- owca korsykańska
- owca czerwona
- owca fryzyjska
- owca romanowska
- owca kamieniecka
- owce krosbredowe
- owce merynosowe polskie pogrubione
- owca olkuska
- owca wielkopolska
- owca uhruska
- owca wrzosówka
- owca żelaźnieńska
- owca śruboroga
- owca gisarska
- owca kameruńska

## Znaczenie kulturowe

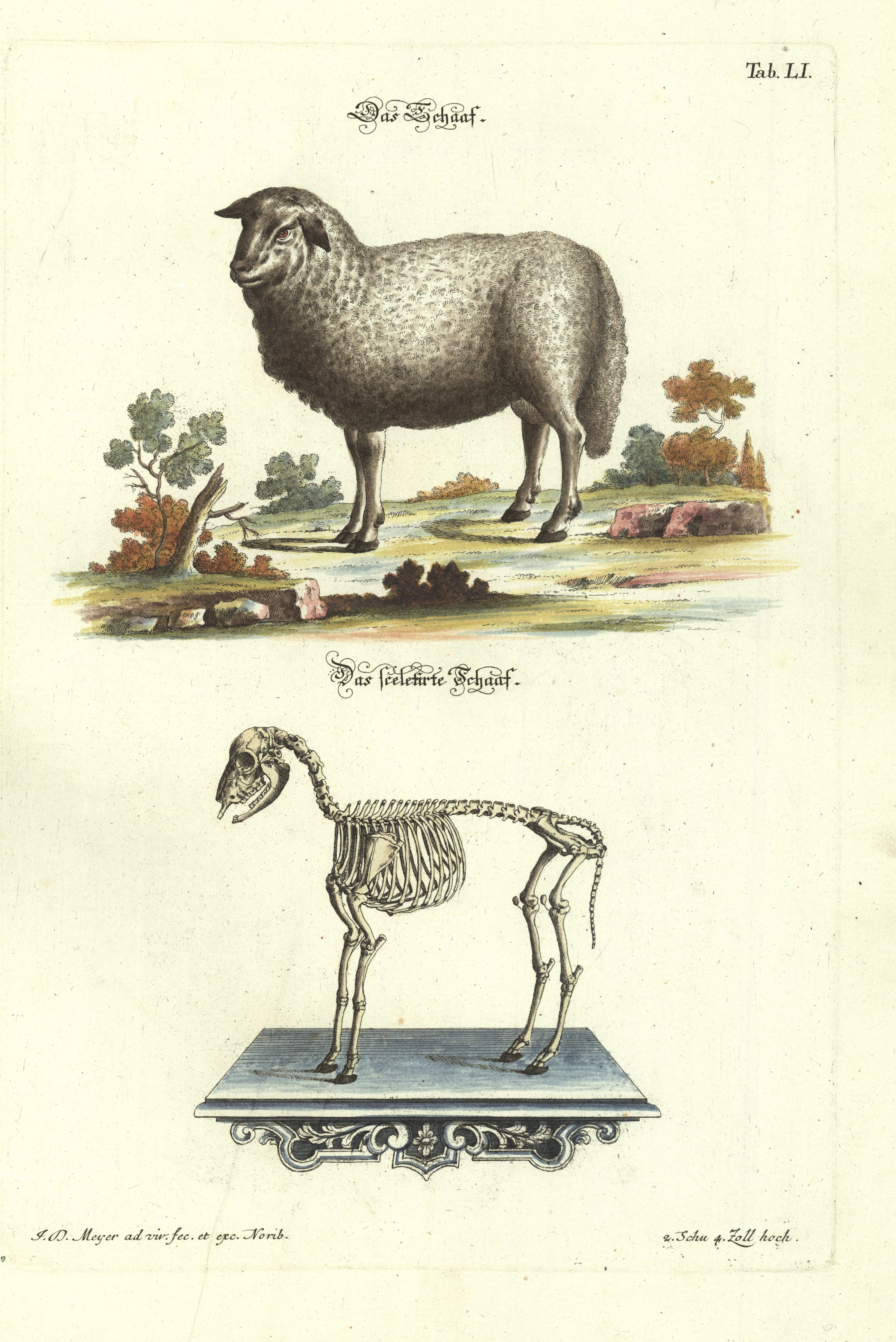
Owca domowa, miedzioryt kolorowany (Johann Daniel Meyer, 1748)

Od wieków owce były związane z wieloma kulturami, szczególnie w obszarze śródziemnomorskim i w Walii, gdzie były podstawowym zwierzęciem hodowlanym.
Owca ma też wiele znaczeń symbolicznych w starożytnej sztuce, tradycji i kulturze. W judaizmie występuje wiele odniesień do tego zwierzęcia, między innymi Baranek Paschalny. Chrześcijaństwo używa wielu ilustracji związanych z owcami. Między innymi: Dobry Pasterz jako jedno z określeń Chrystusa; biskupi pastorał (kształt i znaczenie łacińskie), lew spoczywający z owcą. W Grecji tradycyjnie spożywa się danie z Baranka Paschalnego na święto Wielkiejnocy. Owce mają również znaczenie w kulturze arabskiej. W Biblii pasterzami byli: Abraham, Jakub, Mojżesz i król Dawid.
Baran to jeden z dwunastu znaków zodiaku.
Owce w kulturze polskiej:

Lud wielkopolski powszechnie wierzył, a niektóre z tych przesądów na mniejszych wsiach trwają do dziś, że na Gromniczną (2 lutego) nie wolno nikomu pokazywać owcy i należy chronić ją przed światłem. W związku z tym owczarze zamykali szczelnie owczarnie, zasłaniali przed światłem i ludźmi okna oraz zatykali wszelkie dziury, by słońce nie dostało się do jej wnętrza. Czynili tak, bo w ich przekonaniu słońce wyrządza więcej szkody w stadzie niż wilk. Wierzono też, że jeżeli 2 lutego świeci słońce, to będzie mokry rok i mało korzyści z pastwisk.
Starzy owczarze twierdzili, że największe szczęście w owczarni przynosili Żydzi skupujący wełnę oraz skóry. Opowiadano, że wystarczyło, aby kupiec pochodzenia żydowskiego pogłaskał owcę lub pochwalił owczarza, a już owce lepiej się rozmnażały i złe nie miało do nich dostępu. Jeszcze przed I wojną światową owczarze bardzo chętnie udzielali noclegu handlarzom żydowskim, aby zapewnić sobie pomyślność w hodowli. Szczytem wszystkiego był dopiero stały związek z Żydem. Dlatego też owczarze wykopywali szczątki zmarłych handlarzy i przechowywali ich szkielety w stodole lub owczarni.
W kosmologii ludowej także znajdujemy liczne informacje dotyczące roli zwierząt w kulturze ludowej. Przytoczone tutaj przykłady pochodzą z XIX- wiecznej wsi wielkopolskiej. Dodatkowo przepowiadając pogodę bardzo często mówiono: „Na Nowy Rok przybywa dnia na barani skok. A gdy na Gromniczną pada, to na pewno owczarz właśnie w danym roku wypędzi owce na pastwisko”.
W niektórych regionach Wielkopolski starodawnym zwyczajem ofiarowywał ojciec chrzestny na wiązarek (chrzest) parkę małych jagniąt. Jeszcze 40 lat temu obiecywano swatowi jagnię za dobry ożenek. Dodatkowo owce miały także zastosowanie w lecznictwie ludowym. Na przeziębienie lub na chore płuca podawano tłuszcz barani wraz z gorącym mlekiem.
Współcześnie owca nadal dostarcza gospodarstwu chłopskiemu pożywienia i odzieży, lecz zawód owczarza nie jest już otoczony taką estymą. Dodatkowo po licznych przeobrażeniach społeczno-gospodarczych współczesne owczarstwo ludowe pozbawione zostało zupełnie dawnych archaizmów kulturowych. Co prawda, tu i ówdzie do naszych czasów, zwłaszcza na zachodzie i wschodzie kraju, zachowały się dawne praktyki zabobonne, ale wyłącznie w szczątkowej formie i nie spełniają już tak dużej roli jak dawniej.

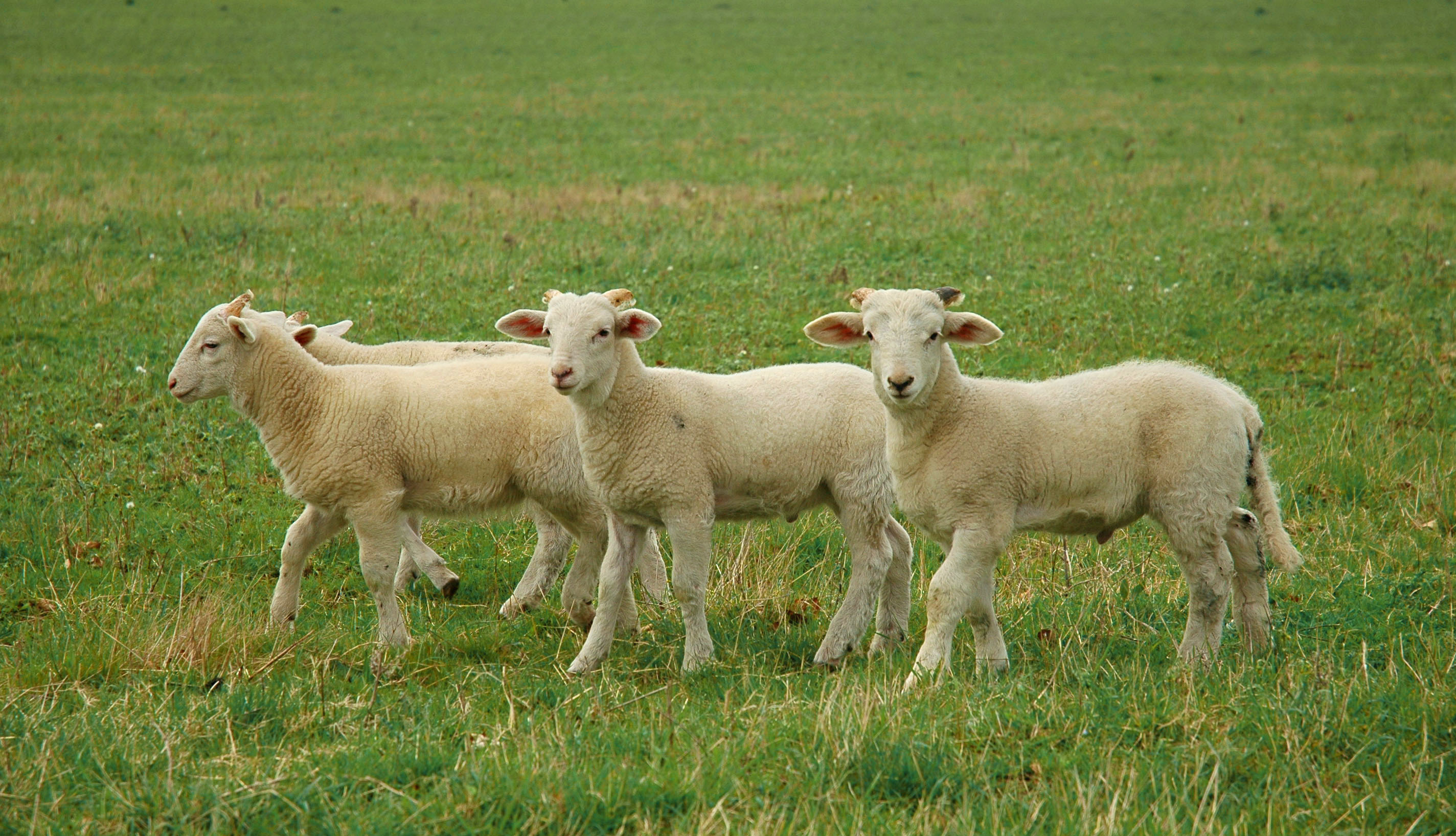
Jagnięta
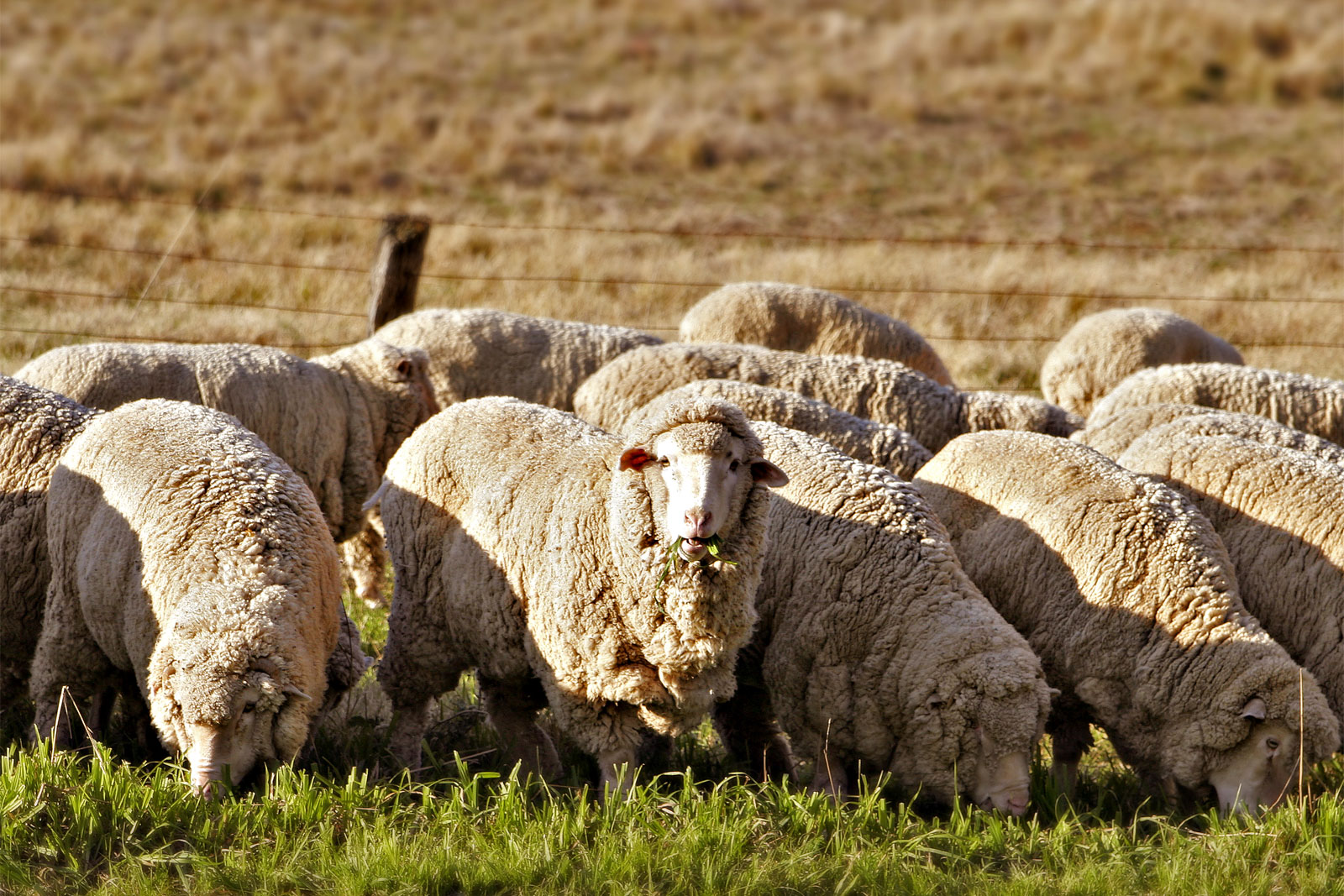
Owce jedzące trawę
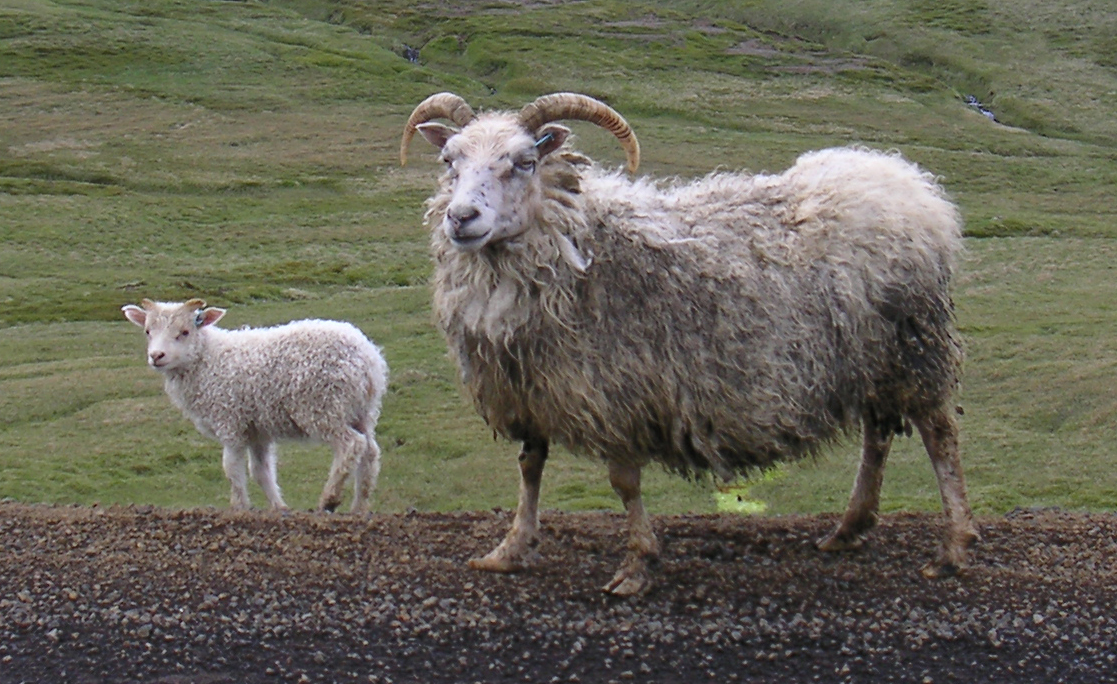
Owca islandzka
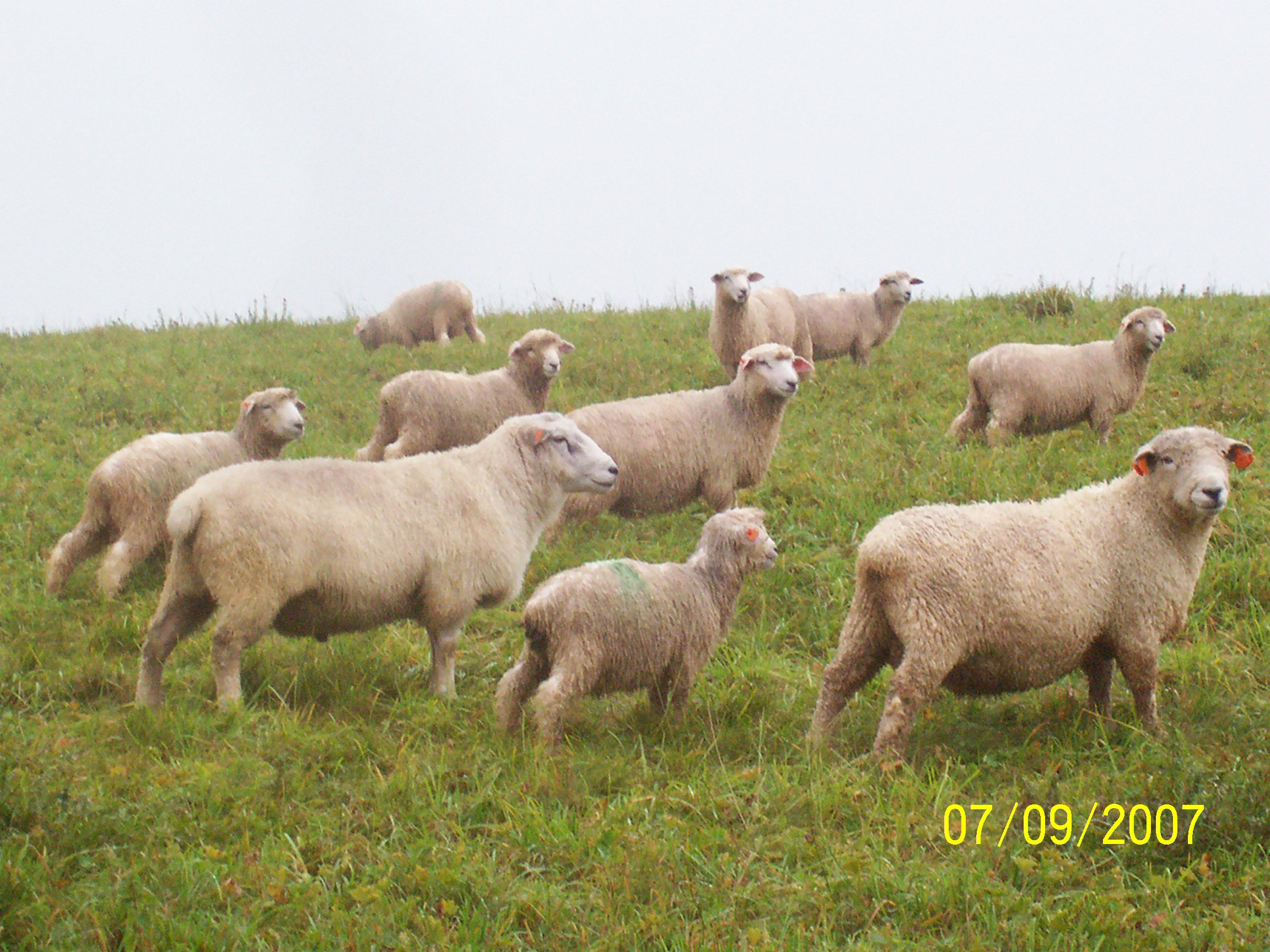
Owce w górach
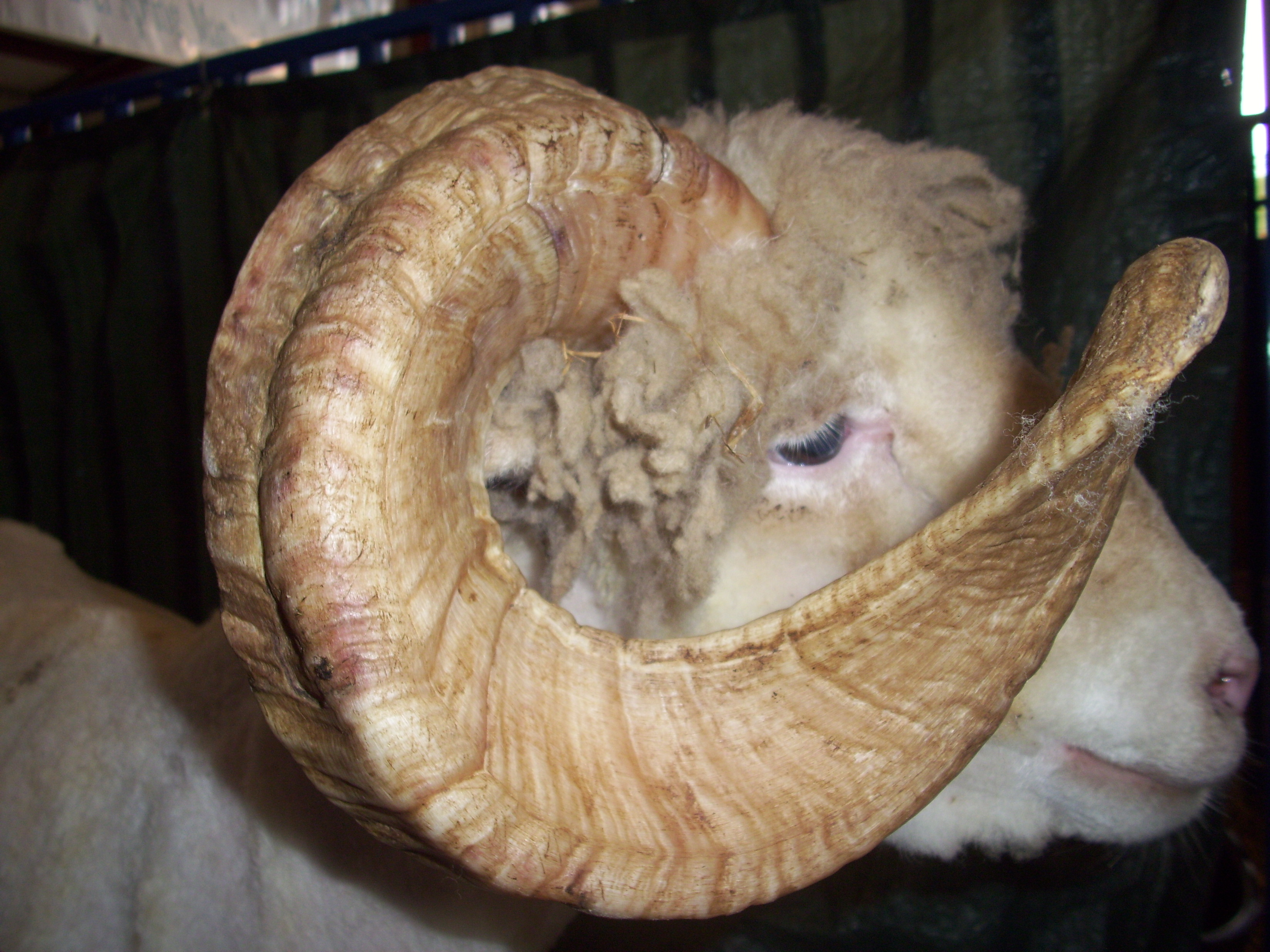
Rogaty baran rasy dorset horn